# Orange givrée
L'orange givrée est une orange vidée de sa pulpe dont on fait un sorbet ou une crème glacée qu'on réintroduit dans le fruit et qu'on sert bien froid de façon qu'il se couvre de givre. C'est un classique des desserts de la cuisine française du XXe siècle, on la trouvait sur toutes les tables, elle est proche de l'orange en surprise qui est garnie de gelée d'orange.

## Histoire
Joseph Gilliers (16..-1758) dans Le Cannameliste français (1751) article Puits écrit « est un ouvrage d'Office, qui se fait avec des citrons ou des oranges que l'on vide, et que l'on emplit de neige d'orange, ou de citron». Cette neige est un sorbet à l'orange (jus et zeste) coloré à la gelée de groseille. Il donne aussi la neige de citron pour le puit au citron (citron givré), la neige de cédrat. L'Encyclopédie oeconomique (1771) nomme le service du sorbet dans l'orange «puits-glacés ou oranges en surprise». Chez Carème (1815) l'orange en surprise est garnie d'un blanc manger et il sert ses oranges en petits paniers (la coque découpée en panier) garnie de gelée d'orange. Par la suite les oranges en surprise sont souvent confondues avec les oranges givrées.    
La recette des puits d'orange est inchangée en 1900 chez Catherine de Bonnechère. En 1911, apparait l'orange givrée (aux violettes) comme dessert du menu de réveillon du Carlton Paris. C'est à cette époque de l'année où les oranges sont disponibles qu'on va trouver les oranges givrées dans les menus avec des gaufrettes à Biarritz, au marasquin au Grand Hôtel de France de Saint Quentin (1938). L'orange givrée est un dessert classique du XXe siècle. Escoffier (1912) fixe les définitions (valables aussi pour les mandarines, il parle de mandarine givrée mais non d'orange givrée):   
- «Oranges au Blanc-manger. Remplies d'un Blanc-manger à la française,
- Oranges Rubanées. Garnies avec plusieurs sortes de Blancs mangers de teintes et de parfums différents ou avec des gelées de fruits alternées. découpées en quartiers au moment de servir,
- Oranges en Surprise. Garnies de glace à l'orange; recouvertes de meringue italienne,
- Oranges soufflées en Surprise. Garnies d'un appareil à soufflé à l'orange et cuites»[13].

En anglais, Frosted oranges ne doit pas être confondu avec le papillon de nuit Gortyna flavago (Frosted orange moth), le dessert apparait aux États-Unis en 1901, mais ce sont des oranges pelées roulées dans du sucre coloré au jus de fraise. On trouve Orange givrée avec un sens comparable - celui des fruits cristallisés comme les groseilles givrées - chez Henriette Suzanne Brés à la même époque ce sont des oranges pelées en quartiers mouillées au blanc d'œuf battu et trempées dans du sucre en poudre.  Orange sorbet served in citrus shell cups se rencontre ou orange givrée quand une américaine la consomme en Belgique.

## La méthode

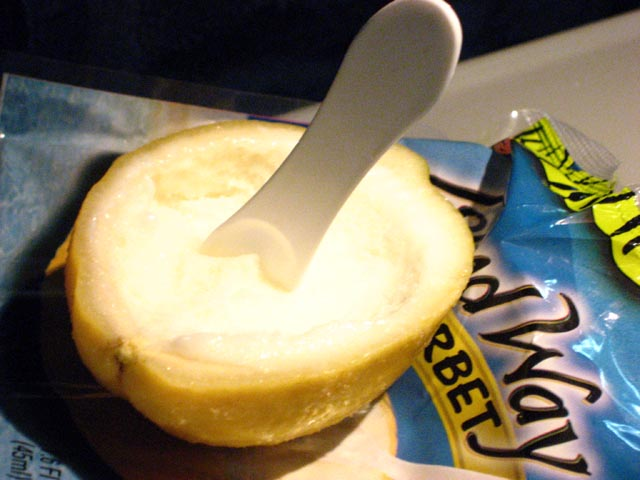
citron givré

Compter 35 g de sucre pour le jus et la pulpe d'une belle orange. Chaque orange est étêtée au 2/3 de sa hauteur, vidée à la cuillère, le jus et la pulpe versés dans un sirop (à 30° au pèse-sirop) à qui on donne quelques minutes d'ébullition avant de le faire prendre à la sorbetière. L'orange est finalement remplie de sorbet, couverte de son chapeau et glacée jusqu'au moment de servir. 
Les variantes sont nombreuses: avec du jus de citron et de la crème dans l'appareil glacé, ou du jus de citron et blanc d'œuf monté en neige, ou seulement du jus de citron. L'orange sanguine donne un sorbet naturellement coloré. Le citron givré se fait en suivant la même méthode. La crème glacée (avec jaune d'œuf et crème chantilly peut remplacer le sorbet pour une version calorique, à l'opposé le fromage blanc 0% donnera une glace légère. Le gout est plus marqué dans l'arancia con sorbetto al Cointreau et à la cannelle. La nouvelle cuisine espagnole garni l'orange d'une espuma d'orange à côté du sorbet. Une version facile consiste à remplacer le sorbet par un granité à l'orange.

## Anthologie
- Pierre-Marie-Jean Cousin de Courchamps, Néo-physiologie du goût, par ordre alphabétique. Paris, Bureau du Dictionnaire général de cuisine. 1839[29].

« Gelée d'oranges en écorces. ...avec une petite cuillère à café, vous videz peu à peu des belles oranges bien faites, vous la plongez les oranges vidées dans une grande terrine pleine d'eau fraîche, afin que l'écorce se raffermisse et reprenne sa fraîcheur primitive. [ ] Ayez soin, en les vidant, de ne point percer l'écorce avec la cuillère. Lorsque cela arrive, on remédie à ce petit accident en bouchant la place endommagée avec un peu de beurre (afin que la gelée ne fuie pas); mais, pour cela, il faut que le dommage soit peu de chose, sinon vous recommenceriez [ ]. Lorsque le jus est filtré, vous y joignez le suc de deux citrons, et finissez la gelée en y mêlant le sirop et la colle; ensuite vous mettez les écorces d'orange dans un grand tamis, et les entourez de glace pilée très-fine; ensuite vous garnissez les oranges de leur gelée. Lorsqu'elles sont prêtes à servir, vous replacez sur chacune d'elles le petit couvercle de l'écorce que vous avez ôtée pour les vider. [ ] 
Pour servir ces oranges d'une manière plus riche et plus brillante, vous les dressez dans une petite corbeille de pâte d'office, rose et verte, ou de pastillage; et pour qu'elles soient plus brillantes encore, vous couvrez les oranges seulement (et toujours dans la corbeille) avec une cloche de sucre filé dans un moule formant le dôme. »